# Sekhemrê-Ouadjkhâou Sobekemsaf
Pour les articles homonymes, voir Sobekemsaf (homonymie).
Sekhemrê-Ouadjkhâou Sobekemsaf Ier est un roi de la XIIIe, XVIe ou XVIIe dynastie, installée à Thèbes. 

## Attestations
Le roi est attesté dans la liste de Karnak, à la position 54. Il est également attesté par une série d'inscriptions mentionnant une expédition minière dans les carrières de roches du Ouadi Hammamat dans le désert oriental pendant son règne. L'une des inscriptions est explicitement datée de l'an 7. Il a également restauré et décoré en profondeur le temple de Montou (Médamoud), où un beau relief de ce roi faisant une offrande devant les dieux a survécu.
Le fils de Sekhemrê-Ouadjkhâou Sobekemsaf, également nommé Sobekemsaf, est attesté dans une statue provenant d'Abydos et aujourd'hui au Musée égyptien du Caire (enregistrement no CG 386), qui représente ce jeune prince debout entre les jambes de son père d'une manière qui suggère qu'il est le successeur désigné par son père. Le roi est également connu à partir d'une stèle de Dendérah où une partie de sa famille est décrite : sa principale épouse est la reine Noubemhat ; sa fille se nomme Sobekemheb et son gendre est le prince Ameny, fils d'un roi non nommé et de la reine Haânkhès.
D'autres travaux de construction sont attestés à Gebelein et à Tôd. De plus, une autre statue-double avec la déesse Satis provient du sanctuaire Hekaïb d'Éléphantine. Une autre statue du British Museum est sans indication d'origine exacte. De Thèbes, on connaît deux petits obélisques trouvés dans la cachette du temple de Karnak, plusieurs statues et un linteau portant son nom. Un bloc du temple mortuaire de Montouhotep II a été trouvé à Deir el-Bahari.
De plus, une boîte à vases canopes et un scarabée provenant d'un matériel funéraire d'un roi et portant le nom de Sobekemsaf lui sont attribués du fait que celui de Sekhemrê-Shedtaouy Sobekemsaf a été complètement ravagé par les pilleurs de tombes de la fin du Nouvel Empire, comme reporté sur le Papyrus Abbott,.

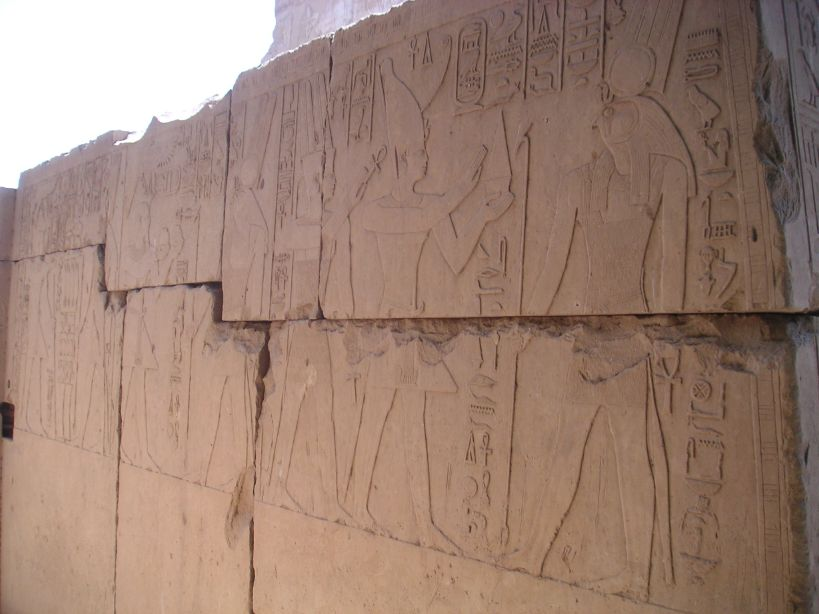
Relief du roi Sekhemrê-Ouadjkhâou Sobekemsaf à Karnak.

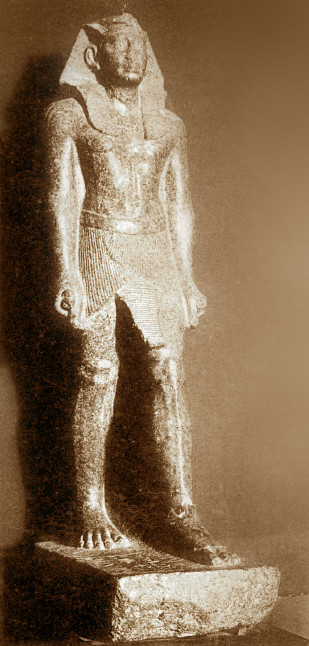
Statue de Sekhemrê-Ouadjkhâou Sobekemsaf provenant d'Abydos, aujourd'hui au Musée égyptien du Caire.
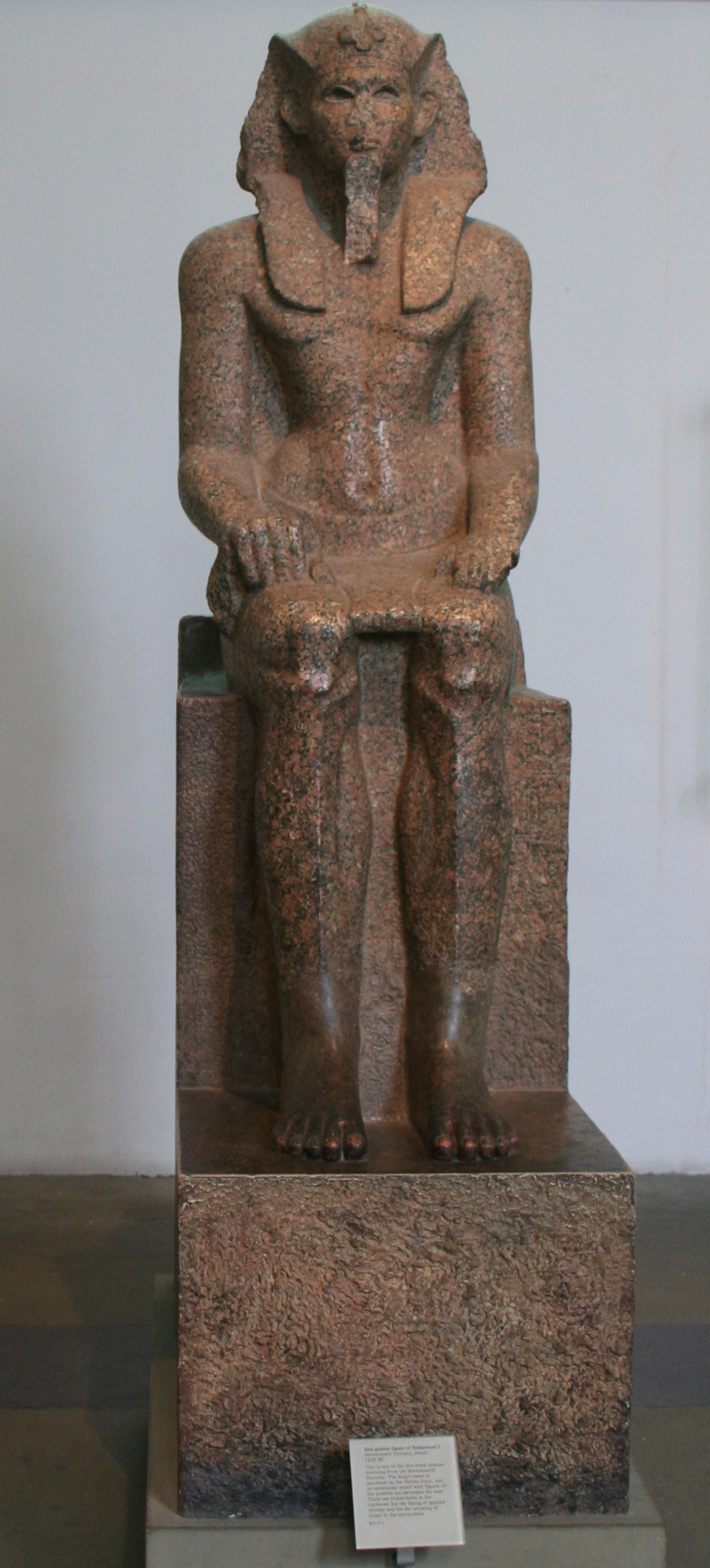
Statue en granit rouge du roi Sekhemrê-Ouadjkhâou Sobekemsaf, aujourd'hui au British Museum.

## Position chronologique

### Après lesAntef
L'égyptologue danois Kim Ryholt a daté le règne de Sekhemrê-Ouadjkhâou Sobekemsaf après ceux des trois Antef (qu'il classe comme suit : Sekhemrê-Oupmaât Antef-Âa VI, Noubkheperrê Antef VII et Sekhemrê-Herouhermaât Antef VIII). Il a d'abord remarqué qu'un fils du roi Antefmes est loué par un roi Sobekemsaf pour son rôle lors d'une fête de Sokar sur la statuette au British Museum (enregistrement no EA 13329),,. Selon Ryholt, ce nom d'Antefmes est basilophore et donc le roi Sobekemsaf qui l'a loué doit avoir été un successeur du roi Antef auquel le nom Antefmes fait référence. De plus, comme le fils et présumé successeur de Sekhemrê-Ouadjkhâou Sobekemsaf s'appelait également Sobekemsaf plutôt qu'Antef, Ryholt en a conclu que ce roi devait avoir régné après les rois Antef.
Deuxièmement, Ryholt a suggéré que Sekhemrê-Ouadjkhâou Sobekemsaf ait régné après Noubkheperrê Antef car si Sobekemsaf a effectué de vastes travaux de restauration au temple de Montou (Médamoud), il n'y a aucune trace de Noubkheperrê Antef à cet endroit. Pour Ryholt, cela peut suggérer que ce temple n'a été restauré et remis en service qu'après le règne de Sekhemrê-Ouadjkhâou Sobekemsaf. Par conséquent, Ryholt a conclu que Sekhemrê-Ouadjkhâou Sobekemsaf a régné après Noubkheperrê Antef et devrait être numéroté Sobekemsaf II.

### Avant lesAntef
À l'opposé, Daniel Polz, qui a redécouvert la tombe de Noubkheperrê Antef à Dra Abou el-Naga en 2001, affirme que ce roi a régné très tard dans la XVIIe dynastie. Cela signifie que Sekhemrê-Ouadjkhâou Sobekemsaf n'aurait pas pu régner entre la lignée des rois Antef et les trois derniers rois de la XVIIe dynastie (Senakhtenrê Iâhmes, Seqenenrê Tâa et Ouadjkheperrê Kames). D'après les inscriptions trouvées sur un chambranle de porte découvert dans les vestiges d'un temple de la XVIIe dynastie à Gebel Antef sur la route Louxor-Farshut, on sait aujourd'hui que Noubkheperrê Antef et, par implication, son frère Sekhemrê-Oupmaât Antef-Âa étaient les fils d'un des deux rois Sobekemsaf. Ce roi était très probablement Sekhemrê-Shedtaouy Sobekemsaf II puisque le fils de Sekhemrê-Ouadjkhâou Sobekemsaf était également nommé Sobekemsaf. L'interprétation de la lignée par Ryholt a également été acceptée par l'égyptologue britannique Aidan Mark Dodson.
Polz accepte également ce point de vue mais il a placé Noubkheperrê Antef juste avant les trois derniers rois de la XVIIe dynastie dans son livre de 2003. Depuis lors, il a inséré Sekhemrê-Herouhermaât Antef comme successeur de courte durée de Noubkheperrê Antef avant Senakhtenrê Iâhmes mais son hypothèse reste essentiellement la même : Polz soutient que Sekhemrê-Ouadjkhâou Sobekemsaf était le père de Sekhemrê-Shedtaouy Sobekemsaf. En effet, le fils de ce roi est connu, d'après la statue d'Abydos, pour avoir également porté le nom de Sobekemsaf et est désigné comme le successeur de ce roi sur la même statue. Polz affirme qu'il s'agit là de la reconstitution la plus plausible des relations entre les deux rois portant le nom de Sobekemsaf au cours de la XVIIe dynastie. Ainsi, Sekhemrê-Ouadjkhâou Sobekemsaf serait Sobekemsaf Ier, Sekhemrê-Shedtaouy Sobekemsaf serait Sobekemsaf II et le fils et successeur du précédent, tandis que Sekhemrê-Oupmaât Antef-Âa et Noubkheperrê Antef seraient les petits-fils de Sekhemrê-Ouadjkhâou Sobekemsaf.
L'hypothèse de Polz et le placement de Noubkheperrê Antef comme l'un des derniers rois de la lignée de Sobekemsaf-Antef sont également soutenus « par la preuve de la boîte de Minemhat, qui était gouverneur de Coptos » en l'an 3 de Noubkheperrê Antef. Cette boîte faisait partie de l'équipement funéraire d'un Hornakht (anciennement connu sous le nom de Aqhor dans la littérature scientifique ancienne) qui vivait sous Seqenenrê Tâa. Bien que personne ne sache exactement quand Hornakht est mort, le fait que son équipement funéraire contenait une boîte qui appartenait à Minemhat suggère que Noubkheperrê Antef et Seqenenrê Tâa ont régné prochement dans le temps et que leurs règnes ne devraient pas être séparés par l'intrusion de divers autres rois de la XVIIe dynastie, tels que Sekhemrê-Ouadjkhâou Sobekemsaf qui est attesté par une inscription de l'an 7,. Detlef Franke pense également qu'ancun Sobekemsaf n'a pu régné après Noubkheperrê Antef, qui est le mieux attesté des trois Antef.
En outre, Polz a soutenu que le rejet par Ryholt des preuves de la statue du Caire CG 386 - qui nomme le fils du roi Sekhemrê-Ouadjkhâou Sobekemsaf comme étant également Sobekemsaf - en ne donnant aucune indication sur la séquence des dirigeants thébains connus de la XVIIe dynastie, est intenable. Alors que Ryholt reconnaît dans son livre de 1997 sur la Deuxième Période intermédiaire qu'Anthony Spalinger a suggéré que le prince Sobekemsaf a le titre supplémentaire de prophète et peut être identique à Sekhemrê-Shedtaouy Sobekemsaf, Ryholt écrit simplement cela : « Cette identification n'est pas possible avec [mon] arrangement actuel des deux rois Sobekemsaf selon lequel un Sobkemsaf, Sekhemrê-Shedtaouy, régnait avant le groupe [des rois] Antef et l'autre, Sekhemrê-Ouadjkhâou, après eux ».
Polz note que bien que Sekhemrê-Ouadjkhâou Sobekemsaf ait régné à une époque de la Deuxième Période intermédiaire où il existe peu de sources documentaires, on ne peut pas simplement accepter la théorie de Ryholt selon laquelle le fils de Sekhemrê-Ouadjkhâou Sobekemsaf et successeur désigné n'a pas succédé à son propre père comme prochain roi simplement parce que l'hypothèse de Ryholt ne permettait pas à un autre Sobekemsaf de suivre Sekhemrê-Ouadjkhâou Sobekemsaf sur le trône en raison de sa théorie de la succession des rois de la XVIIe dynastie,. En effet, Polz souligne plutôt qu'il est plus logique de considérer Sekhemrê-Ouadjkhâou Sobekemsaf comme un prédécesseur de la lignée des rois Antef ; son fils connu, le prince Sobekemsaf sur la statue du Caire CG 386, serait alors le futur roi Sekhemrê-Shedtaouy Sobekemsaf et père de deux des trois rois Antef : Sekhemrê-Oupmaât Antef-Âa et Noubkheperrê Antef d'après un chambranle de porte trouvé sur la route Louxor-Farsut en 1992-93.

### Rois de laXIIIeou de laXVIedynastie
Claude Vandersleyen voit quant à lui Sekhemrê-Ouadjkhâou Sobekemsaf comme un roi de la XIIIe dynastie. Il note que le prince Sobekemsaf de la statue du Caire est décrit comme étant justifié, et donc probablement décédé lors de l'érection de la statue. Ainsi, ce prince Sobekemsaf ne pourrait être le roi Sekhemrê-Shedtaouy Sobekemsaf. Il place Sekhemrê-Ouadjkhâou Sobekemsaf en tant que roi de la XIIIe dynastie du fait du nombre et de la qualité des objets datés de son règne. Julien Siesse suit le raisonnement de Claude Vandersleyen mais place quant à lui Sekhemrê-Ouadjkhâou Sobekemsaf dans la XVIe dynastie.